# Nduka Odizor
Nduka Odizor, właśc. Nduka Emmanuel Odizor (ur. 9 sierpnia 1958 w Lagos) – nigeryjski tenisista, reprezentant w Pucharze Davisa, olimpijczyk z Seulu (1988).

## Kariera tenisowa
Zawodowym tenisistą był w latach 1977–1992.
Startując w turniejach singlowych odniósł 1 triumf w zawodach rangi ATP World Tour, natomiast w grze podwójnej wygrał 7 imprez tej rangi i 4-krotnie przegrywał w finałach.
W latach 1986–1993 reprezentował Nigerię w Pucharze Davisa wygrywając łącznie 20 meczów z 33 rozegranych.
Odizor zagrał raz na igrzyskach olimpijskich, w Seulu (1988) w konkurencjach singla i debla. W grze pojedynczej odpadł w 1 rundzie z Amerykaninem Robertem Seguso. Również w 1 rundzie Odizor został wyeliminowany w grze podwójnej, wspólnie z Tonym Mmohem ponosząc porażkę z Francuzami Guy Forgetem i Henrim Leconte.
W rankingu gry pojedynczej najwyżej był na 52. miejscu (11 czerwca 1984), a w klasyfikacji gry podwójnej na 20. pozycji (27 sierpnia 1984).

### Finały w turniejach ATP World Tour
| Legenda                                      |
| -------------------------------------------- |
| Wielki Szlem                                 |
| Igrzyska olimpijskie                         |
| Tennis Masters Cup / ATP Finals              |
| ATP Masters Series / ATP Tour Masters 1000   |
| ATP International Series Gold / ATP Tour 500 |
| ATP International Series / ATP Tour 250      |

#### Gra pojedyncza (1–0)
| Końcowy wynik | Nr | Data | Turniej | Nawierzchnia    | Przeciwnik  | Wynik finału  |
| ------------- | -- | ---- | ------- | --------------- | ----------- | ------------- |
| Zwycięzca     | 1. | 1983 | Tajpej  | Dywanowa (hala) | Scott Davis | 6:4, 3:6, 6:4 |

#### Gra podwójna (7–4)
| Końcowy wynik | Nr | Data | Turniej       | Nawierzchnia    | Partner              | Przeciwnicy                      | Wynik finału  |
| ------------- | -- | ---- | ------------- | --------------- | -------------------- | -------------------------------- | ------------- |
| Zwycięzca     | 1. | 1983 | Monterrey     | Dywanowa (hala) | David Dowlen         | Andy Andrews John Sadri          | 3:6, 6:3, 6:4 |
| Zwycięzca     | 2. | 1983 | Dallas        | Twarda          | Van Winitsky         | Steve Denton Sherwood Stewart    | 6:3, 7:5      |
| Finalista     | 1. | 1984 | Boca West     | Twarda          | David Dowlen         | Mark Edmondson Sherwood Stewart  | 6:4, 1:6, 4:6 |
| Finalista     | 2. | 1984 | Houston       | Ceglana         | David Dowlen         | Pat Cash Paul McNamee            | 5:7, 6:4, 3:6 |
| Zwycięzca     | 3. | 1984 | Forest Hills  | Ceglana         | David Dowlen         | Ernie Fernández David Pate       | 7:6, 7:5      |
| Zwycięzca     | 4. | 1984 | Tokio         | Twarda          | David Dowlen         | Mark Dickson Steve Meister       | 6:7, 6:4, 6:3 |
| Finalista     | 3. | 1985 | Melbourne     | Dywanowa (hala) | David Dowlen         | Brad Drewett Matt Mitchell       | 6:4, 6:7, 4:6 |
| Zwycięzca     | 5. | 1985 | Sydney        | Trawiasta       | David Dowlen         | Broderick Dyke Wally Masur       | 6:4, 7:6      |
| Finalista     | 4. | 1988 | Metz          | Dywanowa (hala) | Rill Baxter          | Jaroslav Navrátil Tom Nijssen    | 2:6, 7:6, 6:7 |
| Zwycięzca     | 6. | 1990 | Adelaide      | Twarda          | Andrew Castle        | Alexander Mronz Michiel Schapers | 7:6, 6:2      |
| Zwycięzca     | 7. | 1990 | Tel Awiw-Jafa | Twarda          | Christo Van Rensburg | Ronnie Båthman Rikard Bergh      | 6:3, 6:4      |